# Acosmetia
Acosmetia – rodzaj motyli z rodziny sówkowatych i podrodziny Condicinae.
Obejmuje siedem gatunków:
- Acosmetia arida Joannis, 1909
- Acosmetia biguttula (Motschulsky, 1866)
- Acosmetia caliginosa (Hübner, [1813])
- Acosmetia chinensis (Wallengren, 1860)
- Acosmetia confusa (Wileman, 1915)
- Acosmetia malgassica Kenrick, 1917
- Acosmetia tenuipennis Hampson, 1909

W Polsce występuje tylko A. caliginosa